# Comuna Filipeștii de Pădure, Prahova
Filipeștii de Pădure (în trecut, Filipești Ungureni) este o comună în județul Prahova, Muntenia, România, formată din satele Dițești, Filipeștii de Pădure (reședința), Minieri și Siliștea Dealului.
Denumirea localității provine de la un antroponim, așezarea dezvoltându-se pe moșia Filipeștilor. În documentele secolului al XVI-lea, localitatea apare sub numele de Filipeștii cei Vechi sau Filipeștii Ungureni.

## Așezare
Comuna se află în marginea vestică a județului, la limita cu județul Dâmbovița, pe malurile Proviței. Este traversată de șoseaua județeană DJ720, care o leagă spre est de Florești (unde se termină în DN1) și spre vest în județul Dâmbovița la Moreni, Gura Ocniței și Răzvad. Din acest drum, la Dițești se ramifică șoseaua județeană DJ101I, care duce spre est la Filipeștii de Târg, Ariceștii Rahtivani și Ploiești (unde se intersectează cu DN1).

## Demografie
Componența etnică a comunei Filipeștii de Pădure
     Români (87,55%)
     Romi (3,74%)
     Alte etnii (0,25%)
     Necunoscută (8,46%)
Componența confesională a comunei Filipeștii de Pădure
     Ortodocși (87,73%)
     Penticostali (1,22%)
     Alte religii (1,76%)
     Necunoscută (9,3%)
Conform recensământului efectuat în 2021, populația comunei Filipeștii de Pădure se ridică la 9.736 de locuitori, în scădere față de recensământul anterior din 2011, când fuseseră înregistrați 10.358 de locuitori. Majoritatea locuitorilor sunt români (87,55%), cu o minoritate de romi (3,74%), iar pentru 8,46% nu se cunoaște apartenența etnică. Din punct de vedere confesional, majoritatea locuitorilor sunt ortodocși (87,73%), cu o minoritate de penticostali (1,22%), iar pentru 9,3% nu se cunoaște apartenența confesională.

## Politică și administrație
Comuna Filipeștii de Pădure este administrată de un primar și un consiliu local compus din 17 consilieri. Primarul, Ion-Gabriel Frunză[*], de la Partidul Social Democrat, este în funcție din 1 noiembrie 2024. Începând cu alegerile locale din 2024, consiliul local are următoarea componență pe partide politice:
|  | Partid                          | Consilieri | Componența Consiliului | Componența Consiliului | Componența Consiliului | Componența Consiliului | Componența Consiliului |
|  | ------------------------------- | ---------- | ---------------------- | ---------------------- | ---------------------- | ---------------------- | ---------------------- |
|  | Alianța pentru Unirea Românilor | 5          |                        |                        |                        |                        |                        |
|  | Partidul Social Democrat        | 5          |                        |                        |                        |                        |                        |
|  | Partidul Național Liberal       | 4          |                        |                        |                        |                        |                        |
|  | Alianța Dreapta Unită           | 2          |                        |                        |                        |                        |                        |
|  | Partidul România în Acțiune     | 1          |                        |                        |                        |                        |                        |

## Istorie
Satul de reședință este atestat documentar din secolul al XVI-lea.
Prima așezare numită "Filipești" a fost "Filipeștii de Târg", cu care actuala așezare Filipeștii de Pădure se mărginește înspre sud și est.
Numele locului a fost luat de la familia boierească Filipescu.
Prima așezare a fost numită "Târg" începând cu secolul al XVIII-lea din pricina activității comerciale intense din aceasta.
În jurul anului 1700, în Prahova mai apare un târg, drept pentru care "Filipeștii de Târg" începe să decadă.
La sfârșitul secolului al XIX-lea, în 1892 comuna făcea parte din plasa Filipești a județului Prahova, era formată din satele Filipeștii de Pădure, Filipești-Ungureni și Siliștea-Dealului, având în total 1329 de locuitori (748 bărbați și 581 femei). În comună se aflau două biserici, una fondată în 1688 de familia Cantacuzinilor și alta la Siliștea Dealului, zidită în 1833 de doi călugări, servind drept schit de maici o vreme, înainte ca locuitoarele sale să se mute la mănăstirea Zamfira. În comună exista școală de la jumătatea secolului al XIX-lea, în anul 1892 învățând acolo 40 de elevi (din care 4 fete).
Satul Dițești era reședința unei comune de sine stătătoare, fondată, conform legendei, în vremea lui Mihai Viteazul, fiind formată din cătunele Dițești și Roșioara, totalizând 1466 de locuitori și aflată tot în plasa Filipești. Comuna avea o biserică fondată de localnici în 1882 și o școală frecventată de 113 copii (din care 6 fete).
În 1925, Anuarul Socec consemnează cele două comune în aceeași plasă, având respectiv 2512 locuitori (Filipeștii de Pădure) și 1924 de locuitori (Dițești).
În 1950, comunele au fost arondate raionului Câmpina din regiunea Prahova și apoi din regiunea Ploiești. În 1968, comuna Dițești a fost desființată și inclusă în comuna Filipeștii de Pădure, care la rândul ei a fost rearondată județului Prahova, reînființat. A existat o propunere de a conferi comunei statutul de oraș, care a fost respinsă în 1997.

## Monumente istorice

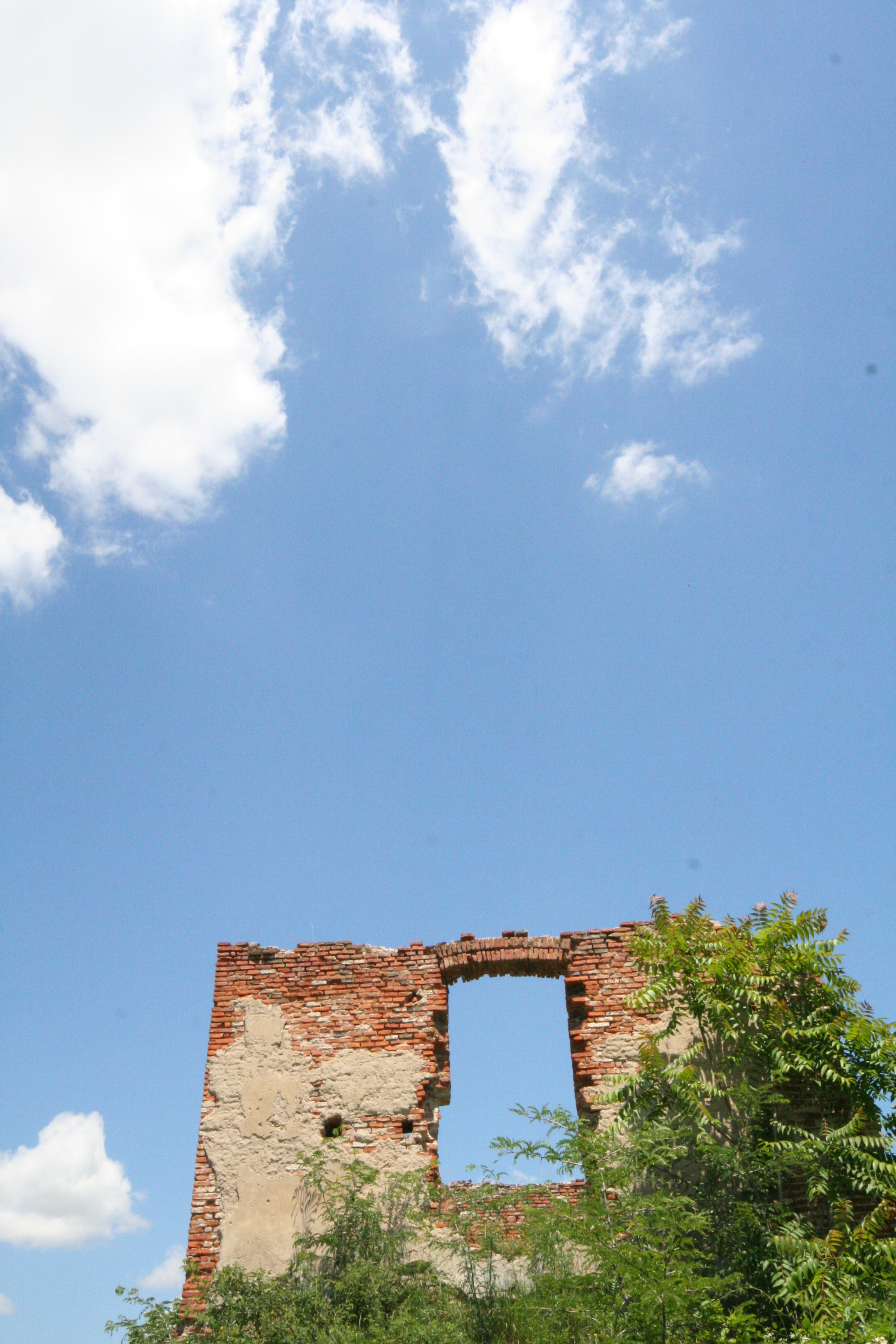
Ruinele conacului Matei și Toma Cantacuzino, monument istoric

În comuna Filipeștii de Pădure se află două monumente istorice de arhitectură de interes național, ambele aflate în satul Filipeștii de Pădure: ruinele conacului Matei și Toma Cantacuzino (1680–1690) și biserica „Sfinții Trei Ierarhi”.
Biserica este o ctitorie din 1688 a Bălașei Cantacuzino, soția marelui agă Matei Cantacuzino, și a fiilor săi. Edificiul, ridicat pe un plan triconc, este caracterizat de turla de pe naos și de un pridvor supraînălțat de un foișor cu o arcadă asemănătoare celei de la Ludești. Ansamblul de pictură murală din anul 1692 este una din cele mai importante creații ale meșterului Pârvu Mutu. Tabloul votiv cuprinde cincizeci și cinci de membri ai familiei Cantacuzino. Iconostasul datează din vremea întemeierii și are un decor sculptat cu ornamente figurative tipice barocului și Renașterii.

## Personalități născute aici
- Maria Mihăescu (cunoscută ca Mița Biciclista) (1885 - 1968), prima femeie din România care a mers pe bicicletă;
- Constantin Croitoru (n. 1952), general.